# St. Johannis (Nordstemmen)

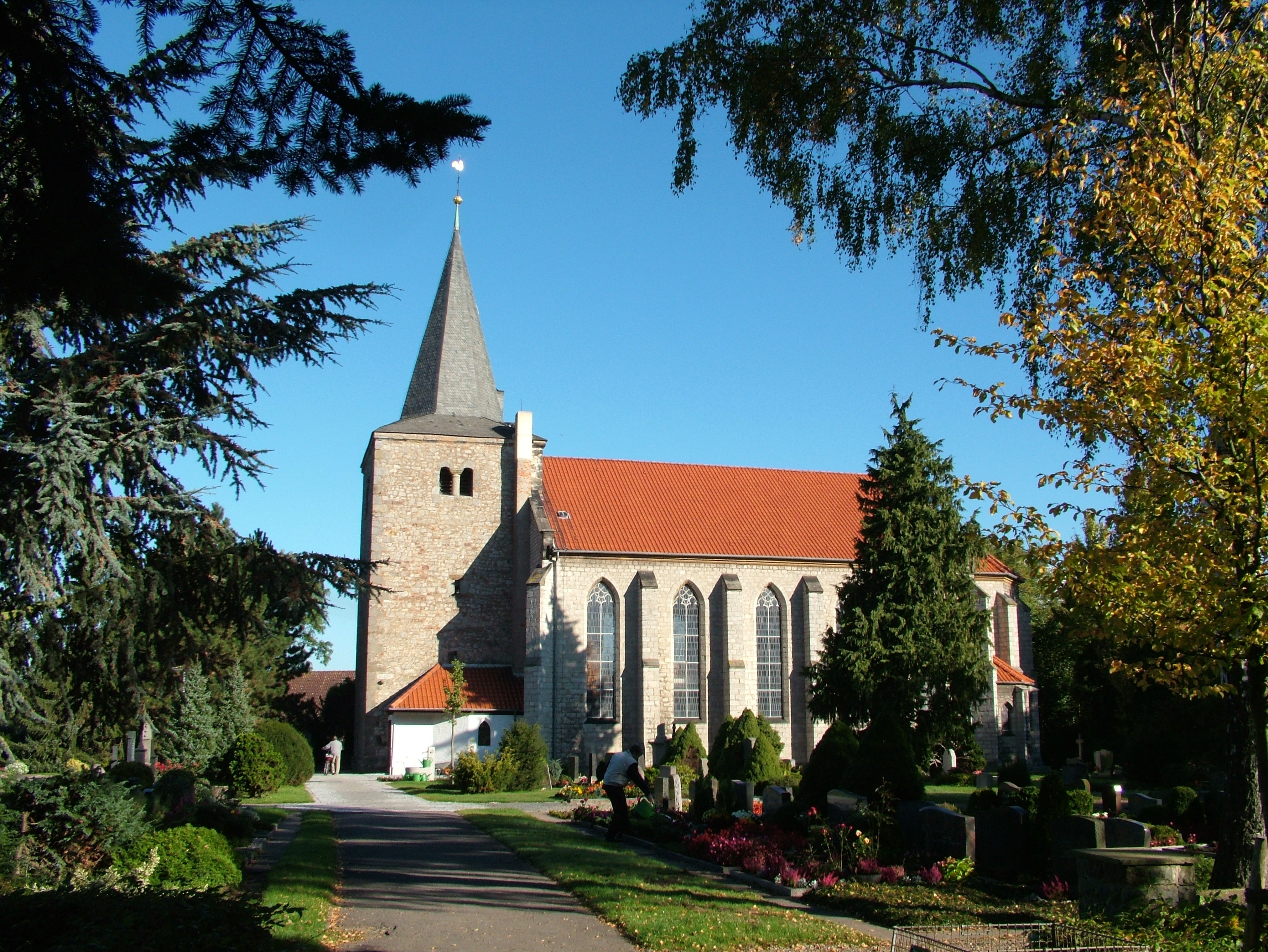
St. Johannis

Die evangelisch-lutherische Kirche St. Johannis steht in Nordstemmen, einer Gemeinde im Landkreis Hildesheim von Niedersachsen. Die Kirchengemeinde gehört zum Kirchenkreis Hildesheimer Land-Alfeld im Sprengel Hildesheim-Göttingen der Evangelisch-lutherischen Landeskirche Hannovers.

## Beschreibung
Schon 1241 wird eine Kirche in Nordstemmen urkundlich erwähnt. Nachdem sie baufällig geworden war, wurde sie bis auf den quadratischen, aus Bruchsteinen gebauten und mit Ecksteinen versehenen Kirchturm abgerissen und durch die neugotische Saalkirche 1861/62 ersetzt. Der Entwurf stammt von Ludwig Hellner. Das Langhaus und der Chor werden von Strebepfeilern gestützt. Zwischen ihnen befinden sich Maßwerkfenster. Das Portal führt zur Kapelle im Turm. Seit einer Restaurierung ist sie mit dem Langhaus verbunden. Hinter den als Biforien ausgebildeten Klangarkaden befindet sich der Glockenstuhl. Von den ehemals drei Kirchenglocken sind nur die zwei aus dem Jahr 1516 erhalten geblieben. Die dritte Glocke wurde im Zweiten Weltkrieg für Rüstungszwecke eingeschmolzen und erst 1948 ersetzt. Bedeckt ist der schiefergedeckte Turm mit einem achtseitigen, spitzen Helm. 
Zur Kirchenausstattung gehört ein Altarretabel, das von Friedrich Küsthardt stammt. Die Orgel mit 23 Registern und 1234 Orgelpfeifen haben 1864 die Orgelbauer Philipp Furtwängler & Söhne gebaut. Der Spieltisch hat zwei Manuale und ein Pedal.